# Cratère Ubehebe

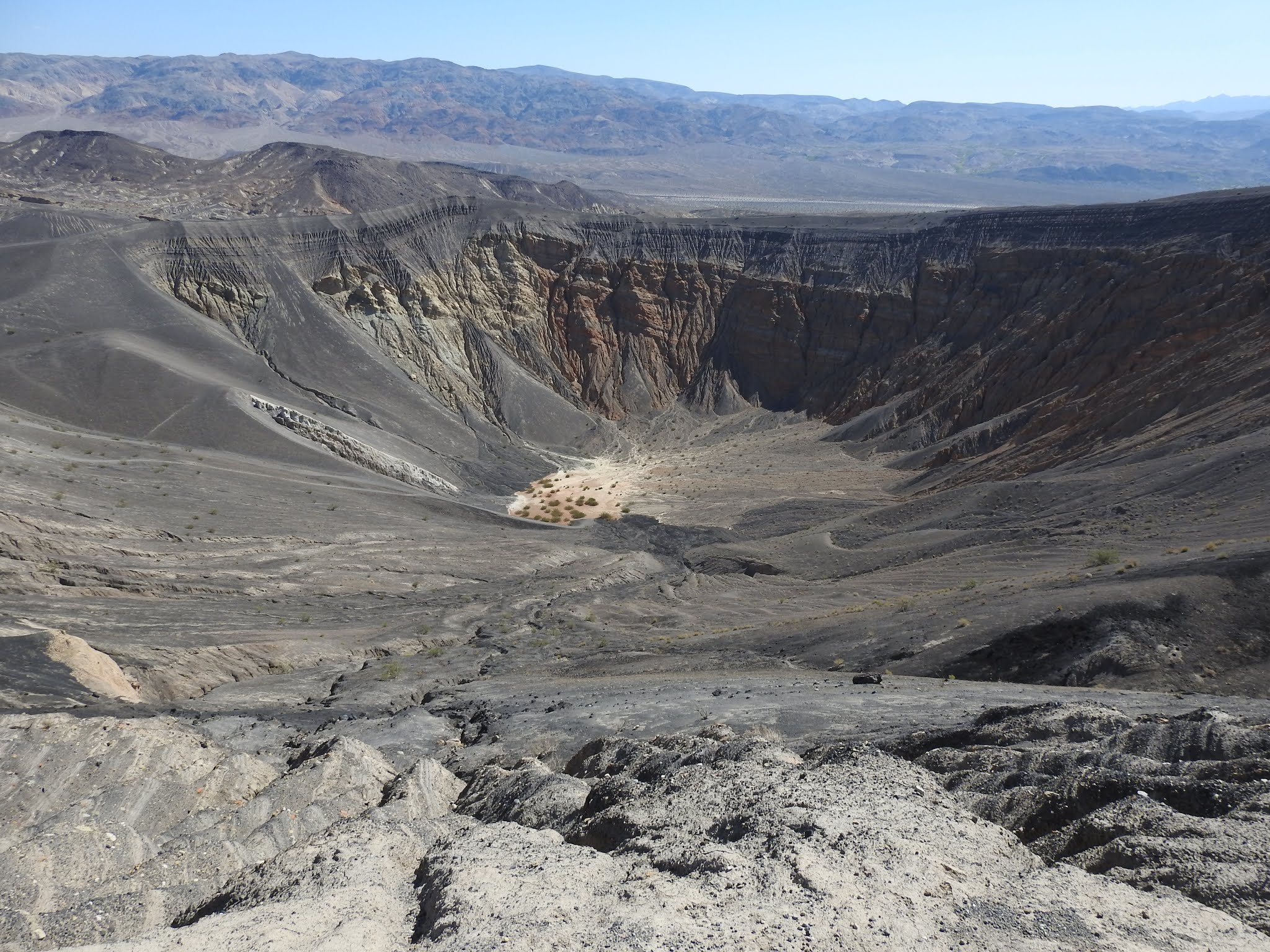
Vue plongeante sur Ubehebe Crater

Le cratère Ubehebe (en anglais : Ubehebe Crater) est un cratère volcanique (maar) qui fait partie d'un groupe, les cratères Ubehebe. Il est situé dans le parc national de la vallée de la Mort et plus précisément dans les montagnes Cottonwood dans le comté d'Inyo.

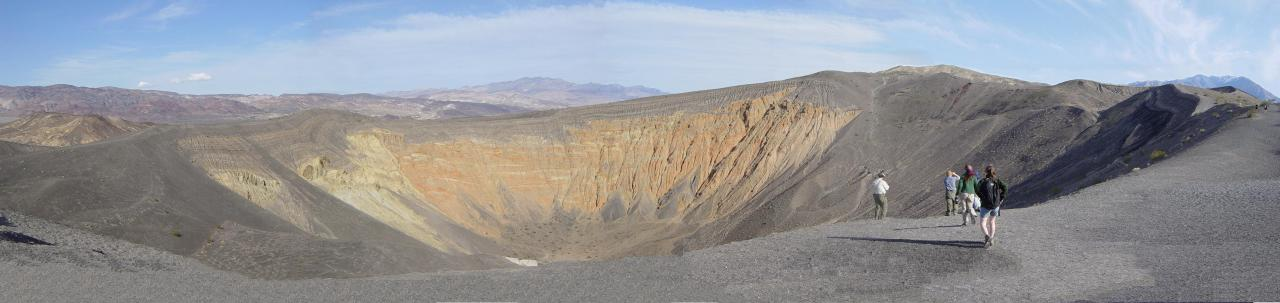
Le bord du cratère Ubehebe fait apparaître une série de couches géologiques plus grises alors que le fond du cratère laisse voir des sédiments plus clairs. Les couches grises proviennent d'autres éruptions phréatiques plus récentes dans la région et les roches plus claires proviennent de sédiment
s océaniques (on en trouve de deux couleurs – jaune et orange – selon leur origine exacte)
.